# Enver Hoxha
Enver Hoxha (IPA [ɛnˈvɛɾ ˈhɔdʒa]; Argirocastro, 16 ottobre 1908 – Tirana, 11 aprile 1985) è stato un generale, rivoluzionario e politico albanese, leader supremo dell’Albania dalla fine della seconda guerra mondiale, nel 1944, fino alla sua morte. 
Governò il paese come primo segretario del Partito del Lavoro d'Albania. Fu anche Primo ministro dell'Albania dal 1944 al 1954 e ministro degli Affari Esteri e della Difesa Popolare dal 1946 al 1953. Fu, durante il suo governo, ininterrottamente membro del Politburo del Partito del Lavoro d'Albania.
Il governo di Enver Hoxha ha attuato riforme per modernizzare l'economia e ha ottenuto risultati significativi nei settori dell'industrializzazione, dello sviluppo agricolo, dell'istruzione, dell'arte e della cultura, che hanno contribuito a un generale aumento del tenore di vita. Tuttavia, l'Albania è stato l'unico Paese comunista dell'Europa orientale a rifiutare la destalinizzazione, diventando la dittatura più rigida e feroce d'Europa. Le attività religiose sono state vietate alla fine degli anni sessanta.

## Biografia

### Prima della salita al potere
Hoxha nacque ad Argirocastro, nel sud dell'Albania, da famiglia di fede musulmana bektashi. Era figlio di un mercante albanese. Per gli studi liceali si trasferì a Coriza, in un liceo francese.
Nel 1930 andò a studiare, grazie a una borsa di studio statale, all'Università di Montpellier in Francia, ma presto ne fu espulso. La storiografia del partito cita come causa dell'espulsione il suo attaccamento alle idee socialiste. Dal 1934 al 1936 fu segretario al consolato albanese di Bruxelles. Studiò anche legge alla locale università (studi che non concluse).
Durante la sua permanenza all'estero Hoxha fece conoscenza di molti attivisti del Partito Comunista Francese, tra cui personalità come Maurice Thorez, Henri Barbusse o Louis Aragon. Fu allora che egli divenne seguace del marxismo e sostenitore di Stalin, tant'è che tradusse in albanese i suoi discorsi più importanti nonché alcuni interventi di altri capi del Comintern. Tornato in Albania nel 1936, egli divenne insegnante di francese a Coriza. La sua attività nel locale circolo comunista gli costò varie vessazioni da parte delle autorità procurandogli però al tempo stesso una certa fama come militante per la causa del popolo.

### Viaggio a Mosca e il primo incontro con Stalin
Nel marzo del 1938, su propria richiesta e raccomandato da alcuni albanesi militanti nelle file del Partito Comunista Francese, Hoxha fu mandato in Unione Sovietica dove rimase per più di un anno. A Mosca egli avviò gli studi presso l'Istituto Marx-Engels-Lenin, seguiva lezioni all'Istituto di Lingue Straniere e si cimentava in traduzioni in lingua albanese di libri di Stalin, Molotov e altri capi del partito bolscevico.
Nel luglio del 1947 Hoxha incontrò per la prima volta Stalin e Molotov. Quell'incontro sarebbe rimasto per lui l'avvenimento più importante della vita rafforzando le sue convinzioni ideali. Fu in quell'occasione che Hoxha promise ai suoi interlocutori di unificare tutti i circoli marxisti albanesi in un unico partito comunista, cosa che effettivamente fece.

### Lotta contro l'occupazione nazifascista
Lavorò in un negozio di tabacco a Tirana, dove ben presto cominciò a ritrovarsi un piccolo gruppo di comunisti. Sotto la guida e con l'aiuto dei comunisti jugoslavi prese la guida del Partito Comunista Albanese (chiamato successivamente Partito del Lavoro) dall'8 novembre 1941, così come del movimento di resistenza (Esercito di Liberazione Nazionale).

## Carriera politica

### Al potere
Sotto la sua guida, il Partito Comunista Albanese prese il potere il 29 novembre del 1944, nonostante i continui attacchi subiti dalle componenti nazionaliste (Balli Kombëtar), già vicine alle forze d'occupazione.
Hoxha si dichiarava un marxista-leninista ortodosso, grande ammiratore del dittatore sovietico Stalin. Prese come modello l'Unione Sovietica e irrigidì le relazioni con la Jugoslavia a seguito della rottura fra Tito e Stalin nel 1948. Il suo ministro dell’interno, Koçi Xoxe, fu condannato a morte e giustiziato un anno dopo per attività filo-jugoslave.
Temendo una invasione, prevalentemente da parte della Jugoslavia e della Grecia dei colonnelli, ma anche dall'Europa Occidentale e più tardi anche dai paesi del Patto di Varsavia, dal 1950 Hoxha fece costruire in tutto il paese migliaia di bunker monoposto in cemento, per essere usati come posti di guardia, ricoveri di armi e punto di resistenza. Nelle sue intenzioni dovevano essere costruiti circa 220.000 bunker, ma solo 170.000 vennero effettivamente realizzati.
La loro costruzione venne accelerata quando, nel 1968, il paese uscì ufficialmente dal Patto di Varsavia, aumentando il timore di un attacco straniero.

### Rottura con l'Unione Sovietica
Hoxha rimase un convinto stalinista nonostante la relazione di Chruščёv al XX Congresso del Partito Comunista dell'Unione Sovietica, e questo significò l'isolamento dell'Albania dal resto dell'Europa orientale comunista. Egli, peraltro, si rifiutò di recarsi a Mosca per il congresso con la scusa di problemi di salute, mentre in realtà non si fidava della nuova dirigenza sovietica al punto da temere per la propria incolumità. Hoxha era deciso a seguire la politica stalinista e successivamente accusò i "revisionisti" russi di aver cambiato il loro sistema economico. Secondo lui infatti i "kruscioviani":
(Enver Hoxha, Imperialismo e Rivoluzione, Tirana, 1979, p. 37)
 Tali accuse vennero mosse pubblicamente per la prima volta alla Conferenza di Partiti Comunisti e Operai a Mosca il 16 novembre 1960, dove Hoxha criticò aspramente anche "il principio di coesistenza pacifica" proclamato da Chruščëv al XX Congresso affermando che
 e sostenendo a questo proposito la posizione del Partito Comunista Cinese. In quello stesso anno Hoxha avvicinò l'Albania alla Cina in seguito alla crisi sino-sovietica, compromettendo le relazioni con Mosca negli anni seguenti. Il culmine dello scontro fu raggiunto con l'espulsione dei sovietici presenti sul territorio albanese tra il 1960 e il 1964 . Nel 1968 l'Albania si ritirò dal Patto di Varsavia come reazione all'invasione sovietica della Cecoslovacchia. Dopo questo Hoxha invitò gli albanesi a "vivere e lavorare come nell'accerchiamento" avvalendosi dei metodi propagandistici e degli slogan usati nell'Unione Sovietica degli anni trenta.

### La politica interna

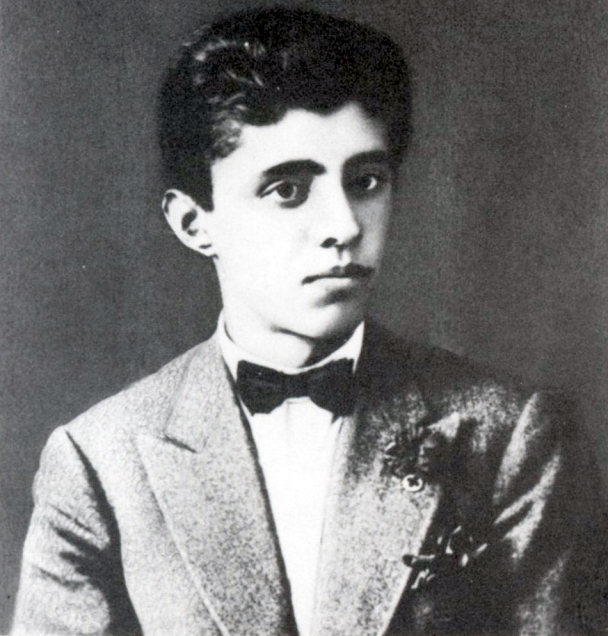
Enver Hoxha a 18 anni nel 1926

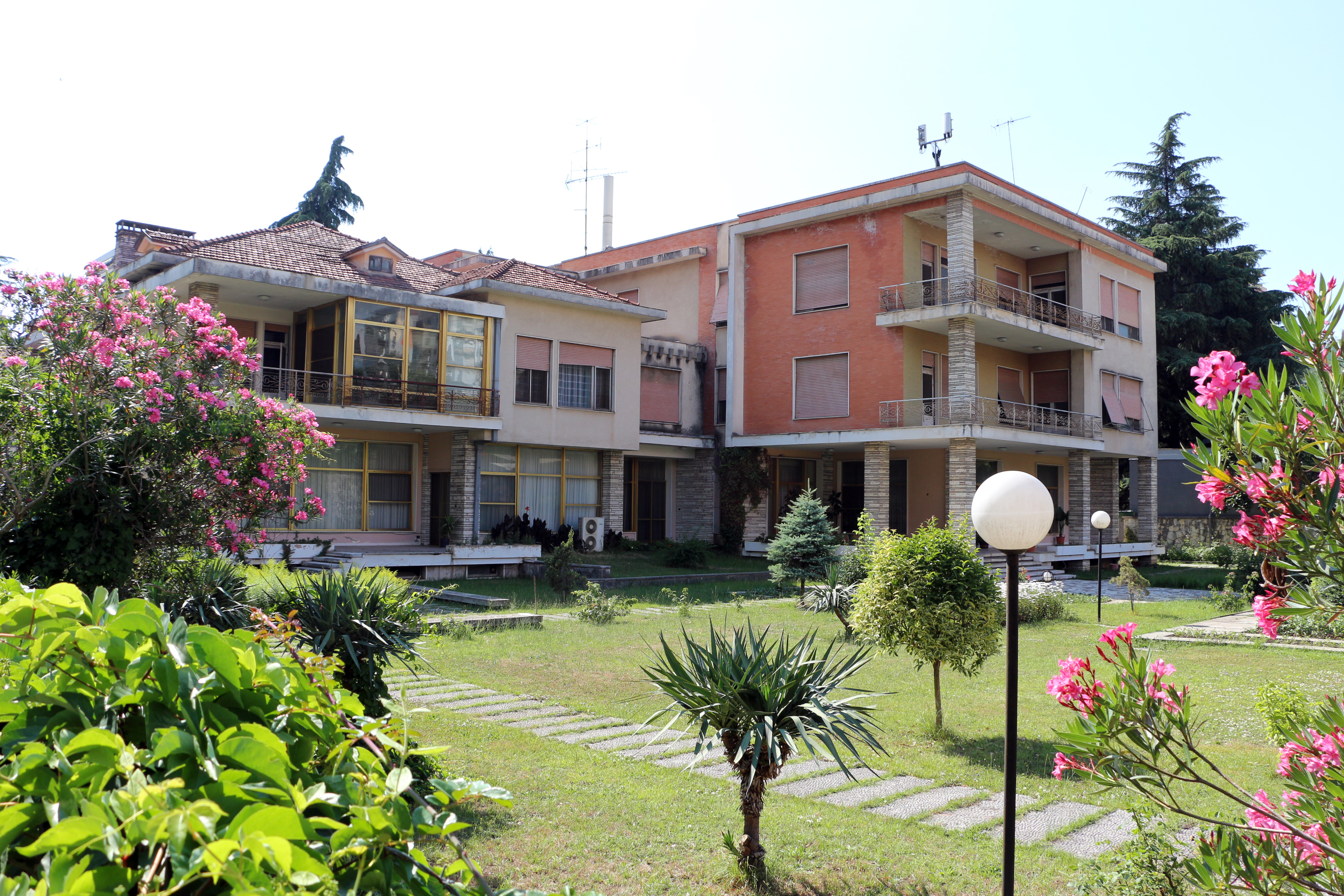
Residenza di Enver Hoxha a Tirana

In Albania vigeva un sistema economico-sociale che era l'esatta copia di quello sovietico dell'epoca staliniana. Anche a causa della rottura con i Paesi socialisti dell'Est, l'Albania raggiunse la piena autosufficienza per quanto riguardava la produzione di prodotti alimentari, di medicinali, di impianti industriali ed energetici. Così il Paese cominciò, per la prima volta nella sua storia, a esportare molti prodotti industriali, riducendo notevolmente le esportazioni di materie prime.
Nel 1967, dopo due decenni di ateizzazione marxista-leninista sempre più forte, Hoxha dichiarò trionfalmente che la nazione era il primo paese dove l'ateismo di Stato era scritto nella Costituzione. In quella del 1976 l'articolo 37 recitava: "Lo Stato non riconosce alcuna religione e sostiene la propaganda atea per inculcare alle persone la visione scientifico-materialista del mondo", mentre il 55 proibiva la creazione "di ogni tipo di organizzazione di carattere fascista, anti-democratico, religioso o anti-socialista" e vietava "l'attività o propaganda fascista, anti-democratica, religiosa, guerrafondaia o anti-socialista, come pure l'incitazione all'odio nazionale o etnico".
Si crede che tra le ragioni principali alla base della ateizzazione forzata ci sia stata la volontà di scoraggiare e prevenire eventuali divisioni all'interno della società albanese, frammentata e potenzialmente esposta, secondo il parere dei comunisti, ai conflitti religiosi, in particolare tra cristiani e musulmani (lo stesso Hoxha, divenuto ateo in gioventù, era stato cresciuto nella fede islamica).
L'articolo 55 del codice penale del 1977 stabiliva la reclusione da 3 a 10 anni per propaganda religiosa e produzione, distribuzione o immagazzinamento di scritti religiosi. Parzialmente ispirato dalla Grande rivoluzione culturale in Cina, egli procedette alla confisca di moschee, chiese, monasteri e sinagoghe. Molti di questi furono trasformati in musei o uffici pubblici, altri in officine meccaniche, magazzini, stalle o cinema. Ai genitori fu proibito dare nomi religiosi ai figli. I villaggi con nomi di santi furono rinominati con nomi non religiosi.
Secondo un rapporto di Amnesty International pubblicato nel 1984, lo stato dei diritti umani in Albania era cupo sotto Hoxha. A causa dell'isolamento e del deperimento dei rapporti con il blocco sovietico, alcuni diritti civili come la libertà di parola, di religione, di stampa e di associazione, sebbene la costituzione del 1976 li enunciasse, vennero sensibilmente compressi con una legge del 1977, per garantire stabilità ed ordine.

#### Diritti umani
Nella costituzione del 1976 certe clausole circoscrissero l'esercizio delle libertà politiche che il governo interpretava come contrarie all'ordine stabilito. In aggiunta, il governo negò alla popolazione accesso ad altre informazioni differenti da quelle diffuse dai media controllati dal governo. Internamente, la Sigurimi seguiva i metodi repressivi dell'NKVD, MGB, KGB, della Stasi della Germania Est e della Securitate in Romania.

### Rottura dei rapporti con la Cina e gli ultimi anni di vita

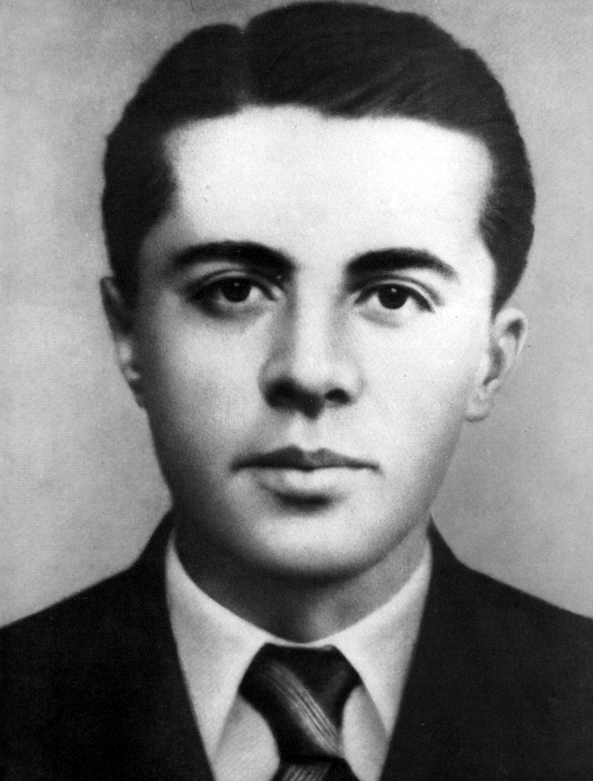
Enver Hoxha nel 1941

La morte di Mao nel 1976 e la sconfitta della Banda dei Quattro nella successiva lotta intestina al Partito Comunista Cinese nel 1977 e 1978 crearono le premesse per l'avvio in Cina di riforme economiche di tipo capitalistico, il che portò alla rottura tra Cina e Albania. Quest'ultima si ritirò in un sostanziale isolamento politico dal resto del mondo (capitalista o comunista che fosse), mentre Hoxha si ergeva a baluardo anti-revisionista criticando sia Mosca che Pechino come potenze "socialimperialiste".
Nel 1981 Hoxha ordinò l'arresto e l'esecuzione capitale di diversi dirigenti di partito e di governo accusati di corruzione, di attività controrivoluzionaria e per la loro presunta collaborazione con l'UDBA (la polizia segreta jugoslava) nell'organizzazione di un colpo di stato. Probabilmente per questo motivo il Primo ministro Mehmet Shehu, la seconda figura politica del regime, si suicidò in circostanze mai chiarite, nel dicembre 1981.
In seguito Hoxha si ritirò in gran parte dalla vita pubblica e affidò molti incarichi di governo ad un dirigente più giovane, Ramiz Alia. La morte di Hoxha l'11 aprile 1985 comportò una certa distensione sia interna che in politica estera, sotto la guida del suo successore Ramiz Alia, mentre il potere del partito comunista si indeboliva come in altri paesi dell'Europa dell'Est, fino all'abbandono in Albania del regime a partito unico nel 1990, e alla sconfitta del riformato Partito Socialista nelle elezioni del 1992.
Dopo la fine del regime sono stati organizzati processi contro i familiari del dittatore. Non sono risultati però casi di indebito arricchimento, simili a quelli di altri regimi totalitari. La figura di Hoxha quindi, tenuto conto dei suoi aspetti drammatici e persino grotteschi di auto-isolamento antidemocratico, non è quella di un tiranno corrotto o di un satrapo. Rappresenta probabilmente una vicenda esemplare delle luci e delle molte ombre di un governo prettamente ideologico.
Tuttavia appare chiaro che l'élite albanese durante la dittatura di Enver Hoxha, in particolare i suoi familiari e dirigenti del partito dei lavoratori, abbiano mantenuto uno stile di vita ricco e al passo con i tempi, come dimostrano le lussuose residenze in stile italiano del quartiere Blloku, nel centro di Tirana, dove, circondate da elementi naturali e irte mura, sono visibili ancora oggi.

## Morte

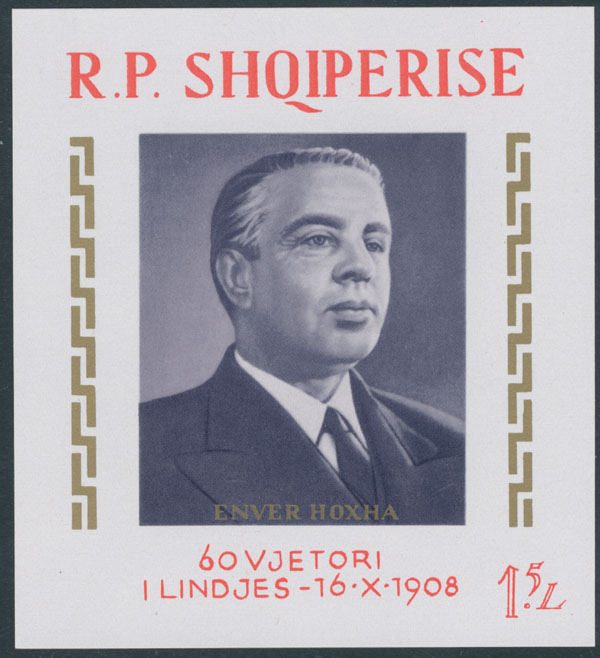
Francobollo albanese raffigurante Enver Hoxha nel 1968

Nel 1973 Hoxha subì un attacco cardiaco dopo il quale non recuperò più la piena salute. In precarie condizioni di salute a partire dalla fine degli anni '70, delegò la maggior parte delle sue funzioni a Ramiz Alia. Nei suoi ultimi giorni fu costretto su una sedia a rotelle in conseguenza del diabete del quale soffriva sin dal 1948 e di un'ischemia cerebrale, da cui era stato colpito nel 1973. Il 9 aprile 1985 subì una pesante fibrillazione ventricolare. Tutti gli sforzi per ripristinare la situazione fallirono ed egli morì nel primo mattino dell'11 aprile 1985, lasciando la moglie Nexhmije ed i tre figli. Hoxha è stato sepolto a Tirana nel cimitero cittadino Varreza 5009.
Oggi gli albanesi sono divisi sull'eredità del dittatore: secondo un sondaggio dell'OSCE del 2016, il 42% valuta positivamente il governo di Enver Hoxha e il 45% lo valuta negativamente.